# A Love That Will Never Grow Old
"A Love That Will Never Grow Old" (Português: Um amor que nunca envelhecerá) é uma canção de música country escrita e produzida para o filme O Segredo de Brokeback Mountain (2005). Composta pelo músico argentino Gustavo Santaolalla e pelo letrista britânico Bernie Taupin, a canção é interpretada na trilha-sonora original do filme pela cantora estado-unidense Emmylou Harris. De acordo com os compositores, a canção é influenciada pelo trabalho de Atahualpa Yupanqui.
"A Love That Will Never Grow Old" venceu os prêmios Globo de Ouro e Satellite de melhor canção original em 2006. Está presente no álbum Brokeback Mountain: Original Soundtrack (2005), que venceu um Oscar e foi indicado para um Grammy.